# Télautographe

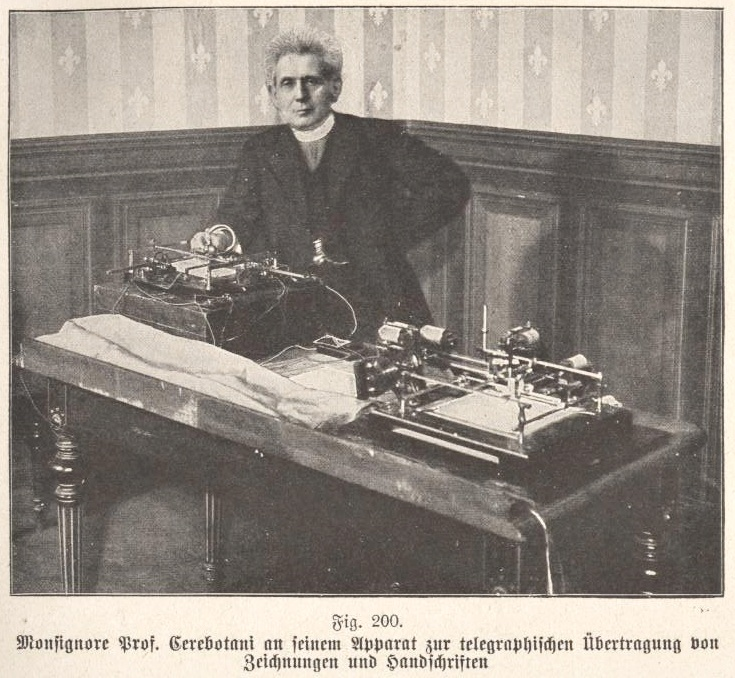
Luigi Cerebotani et son invention en 1912

Le télautographe est une invention permettant de transmettre à distance de l'écriture, des copies de documents ou du dessin au trait. Le terme telautograph apparaît dans la langue anglaise en 1878. En français, le terme télautographe apparaît en 1887, au moment de l'annonce de l'appareil d'Elisha Gray, qui sera breveté le 31 juillet 1888 et présenté à l'Exposition universelle de Chicago en 1893.
Comme il s'agit de transmission de dessin au trait ou de manuscrits, on a considéré rétrospectivement que les appareils de d'Alexander Bain, Frederick Bakewell et le pantélégraphe de Giovanni Caselli relevaient de la télautographie.

## Historique
Le télautographe est inventé en 1888 par Luigi Cerebotani (it). Il obtient un important succès commercial auprès des banques, des journaux et des administrations et est à l'origine de la fondation de la Gray Electric Company. 
Perfectionnée par Elisha Gray en 1897, puis par Foster Ritchie (présenté par Gabriel Lipmann à l'Académie des Sciences en mars 1901)  l'invention fut utilisée par les compagnies de chemins de fer pour les communications entre les postes d'enclenchement. 
D'autres télautographes sont inventés par le français Brouer (1902) et les allemands Grühn (1905) et Gustav Grzanna (1908). 
Arthur Korn, en 1906, conçoit un télautographe qui permet la transmission de dessins, photographies et manuscrits. La première photo est publiée, l'aviateur Ziepfel, est transmise de Berlin à Paris et publiée dans Le Matin le 31 janvier 1909, mais c'est surtout The Daily Mirror qui va utiliser l'appareil en 1909 et 1910 pour publier des images transmises de Paris et Manchester vers Londres. 
En 1907, Édouard Belin invente un dérivé du télautographe, qui, après divers perfectionnements, deviendra le bélinographe. 
Jules Verne utilise l'appareil dans son roman L'Île à hélice (1895).